# Pjotr Franzewitsch Lesgaft

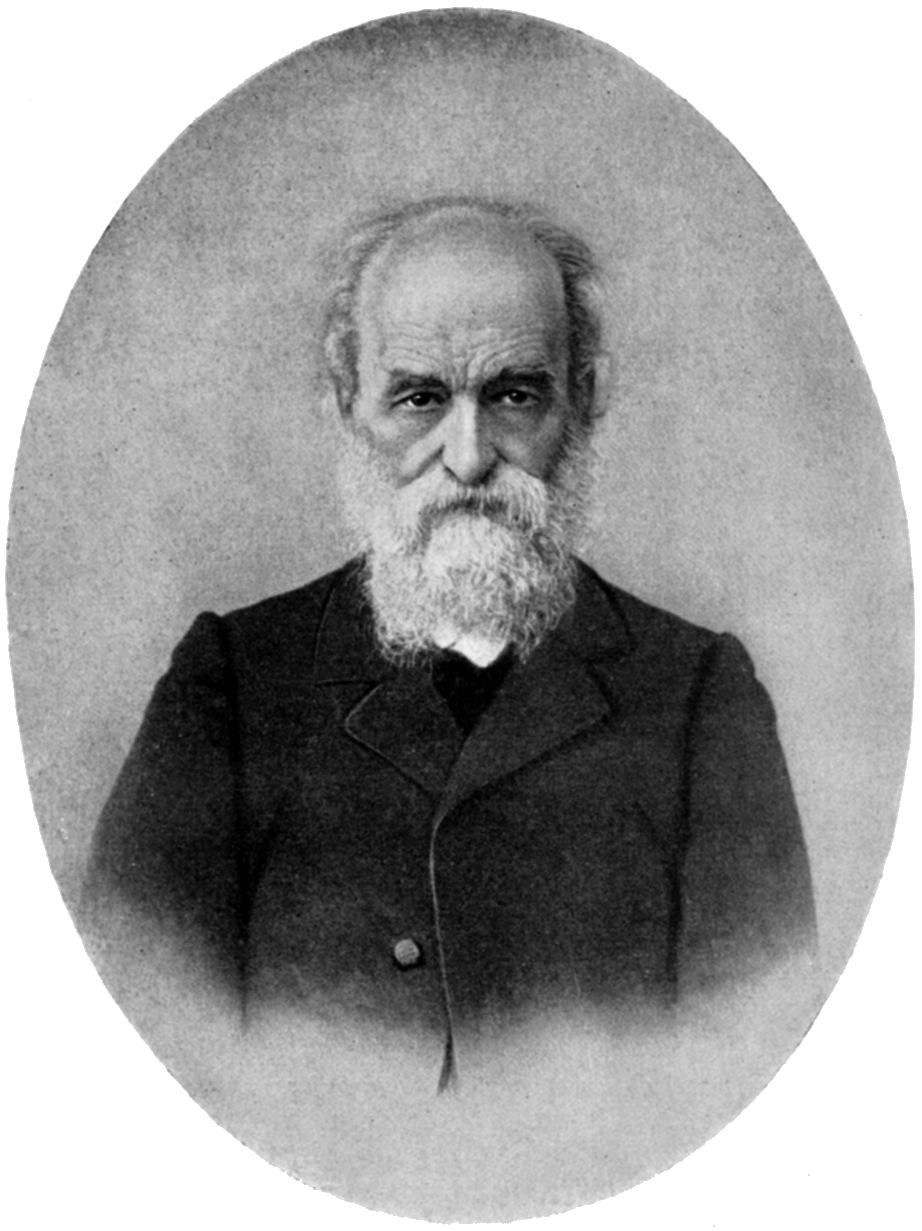
Pjotr Lesgaft

Pjotr Franzewitsch Lesgaft (russisch Пётр Фра́нцевич Ле́сгафт; * 20. Septemberjul. / 2. Oktober 1837greg. in St. Petersburg; † 28. Novemberjul. / 11. Dezember 1909greg. in Kairo) war ein russischer Mediziner, Anatom, Hochschullehrer und Begründer einer modernen Sporterziehung.

## Leben
Lesgaft, dritter Sohn eines Juweliers deutscher Abstammung und jüngerer Bruder des Chemikers Franz Franzewitsch Lesgaft, begann nach häuslicher Bildung 1856 das Studium an der St. Petersburger Kaiserlichen Medizinisch-Chirurgischen Akademie, der späteren Militärmedizinischen Akademie (WMA). Insbesondere studierte er Anatomie bei Wenzel Gruber und schloss sein Studium 1861 ab. Er blieb an der Akademie, lehrte Anatomie und arbeitete in der Chirurgischen Klinik von Professor Alexander von Kieter (1813–1879). 1864 heiratete er Elisabeth Andrejewna Jurgens. 1865 wurde er mit der Dissertation Über die Muskelfasern des Mastdarms beim Menschen und einigen Tieren zum Doktor der Medizinischen Wissenschaften promoviert. 1868 wurde er mit der Arbeit Die Kolotomie (Eröffnung des Dickdarms) im linken Lendenbereich in anatomischer Sicht Doktor der Chirurgie.
1869 wurde Lesgaft Extraordinarius für normale Anatomie an der Universität Kasan. Er verlor diese Stellung 1871 wegen seiner unwissenschaftlichen Methoden. 1872 wurde er Berater für therapeutische Gymnastik in der Privatpraxis von Dr. Berglindt. 1872–1874 betreute er eine Gruppe von russischen Frauen, die erstmals in der Medizinisch-Chirurgischen Akademie arbeiten durften. Er wurde bekannt durch die Veröffentlichung einer beschreibenden Geschichte des Sports in Europa und im antiken Griechenland sowie durch einen Artikel über lebensnahe Gymnastik. Darauf wurde er mit dem Sport-Training der Kadetten beauftragt. 1875 und 1876 besuchte er mit Unterstützung des russischen Kriegsministeriums Westeuropa, um die dortigen Systeme der Sporterziehung kennenzulernen. Besonders studierte er das britische System beim Besuch von Public Schools, der Central Army Gymnastics School der Garnison Aldershot, der Royal Military Academy Woolwich und der University of Oxford. 1877 veröffentlichte er Bücher über das Verhältnis von Anatomie und Sporterziehung und über den Zweck der Sporterziehung an Schulen. Er organisierte Kurse für Sportlehrer an Militärakademien. Er war der Schöpfer eines modernen Systems der Sporterziehung mit medizinisch-pädagogischer Kontrolle.
1878 wurde Lesgaft als 2. Prosektor an die Medizinisch-Chirurgische Akademie bei Wenzel Gruber berufen. 1884 wechselte er als Dozent für Anatomie an die Universität St. Petersburg. 1893 gründete er das Biologische Laboratorium, das 1918 das P. F. Lesgaft-Institut für Naturwissenschaft wurde.
Wegen Lesgafts freiheitlichen Ideen und seiner Unterstützung protestierender Studentengruppen mit Unterzeichnung entsprechender Petitionen wurde ihm 1901 die Lehrtätigkeit und der Aufenthalt in Residenz- und Universitätsstädten für eine Dauer von zwei Jahren verboten. Damit stand er praktisch unter Hausarrest in einem finnischen Dorf. Danach kehrte er in die Hauptstadt zurück und nahm seine Lehrtätigkeit wieder auf. Nach der Beteiligung seiner Studenten an der Russischen Revolution 1905 wurden Lesgrafts Lehrveranstaltungen 1907 komplett verboten. Darauf führte er seine Kurse insgeheim weiter. Schließlich verließ er Russland, um in Ägypten das wärmere Klima zu genießen. Lesgaft starb  in Kairo an Nierenversagen. Seinem Begräbnis in St. Petersburg wohnten trotz offizieller Behinderungen über 6000 Menschen bei. Vier Monate später wurde die Durchführung der Lesgaft-Kurse wieder erlaubt, aus denen dann nach der Oktoberrevolution 1919 das P. F. Lesgaft-Institut für Erziehung, Sport und Gesundheit wurde.

## Ehrungen
- Russischer Sankt-Stanislaus-Orden III. Klasse (1867)